# Thế vận hội Mùa hè 2024
Thế vận hội Mùa hè 2024 (tiếng Anh: 2024 Summer Olympics, tiếng Pháp: Jeux olympiques d'été de 2024), tên gọi chính thức bằng tiếng Anh là Games of the XXXIII Olympiad (tiếng Pháp: Jeux de la XXXIIIe Olympiade) hay còn được gọi là Paris 2024, là một sự kiện thể thao đa môn quốc tế được diễn ra từ ngày 26 tháng 7 tới 11 tháng 8 năm 2024 tại Paris, thành phố chủ nhà chính, và 16 thành phố khắp lãnh thổ Chính quốc Pháp cùng với một thành phố tại Tahiti—hòn đảo thuộc xứ hải ngoại và cộng đồng hải ngoại Polynésie thuộc Pháp.
Paris được trao quyền đăng cai Thế vận hội tại Phiên họp lần thứ 131 của Ủy ban Olympic Quốc tế (IOC) ở Lima, Peru vào ngày 13 tháng 9 năm 2017. Sau khi nhiều ứng cử viên rút lui và chỉ còn lại Paris và Los Angeles, IOC đã quyết định trao quyền đăng cai Thế vận hội Mùa hè hai năm liên tiếp 2024 và 2028 lần lượt cho hai thành phố này. Với hai lần đăng cai trước đó vào các năm 1900 và 1924, Paris sẽ trở thành thành phố thứ hai đăng cai ba kỳ Thế vận hội Mùa hè sau London (1908, 1948 và 2012). Paris 2024 sẽ đánh dấu mốc kỷ niệm 100 năm kể từ Thế vận hội Paris 1924, là lần thứ 6 nước Pháp tổ chức Thế vận hội (ba kỳ Thế vận hội Mùa hè – 1900, 1924, 2024 và ba kỳ Thế vận hội Mùa đông – 1924, 1968, 1992), và cũng là kỳ Thế vận hội đầu tiên tại Pháp kể từ Thế vận hội Mùa đông 1992 tại Albertville. Sự kiện sẽ quay trở lại với chu kỳ Olympic 4 năm truyền thống, sau khi Thế vận hội Mùa hè 2020 tại Tokyo phải dời sang năm 2021 do đại dịch COVID-19. Đây sẽ là khởi đầu cho ba kỳ Thế vận hội Mùa hè liên tiếp chỉ sử dụng hai ngôn ngữ chính thức (tiếng Anh và tiếng Pháp).
Kỳ Thế vận hội lần này chứng kiến sự xuất hiện lần đầu tiên của môn breaking (breakdancing) với tư cách là một môn thi đấu Olympic, đồng thời cũng là kỳ Thế vận hội cuối cùng được tổ chức trong nhiệm kỳ của chủ tịch IOC Thomas Bach. Dự tính chi phí tổ chức cho Thế vận hội lần này là khoảng 8,5 tỷ USD.

## Quá trình đăng cai
Paris, Hamburg, Budapest, Roma và Los Angeles là năm thành phố ứng cử viên. Quá trình đăng cai diễn ra chậm chạp do các nhiều ứng cử viên rút lui cùng với những lo ngại về chính trị và chi phí tổ chức. Hamburg tuyên bố rút lui vào ngày 29 tháng 11 năm 2015 sau khi tổ chức một cuộc trưng cầu dân ý. Roma cũng rút lui vào ngày 21 tháng 9 năm 2016 với lý do khó khăn về ngân sách. Đến ngày 22 tháng 2 năm 2017, tới lượt Budapest tuyên bố rút lui sau khi một bản kiến nghị phản đối đăng cai Thế vận hội đã thu thập được đủ số lượng chữ ký để tổ chức một cuộc trưng cầu dân ý.
Sau khi nhiều ứng cử viên đồng loạt rút lui, Ban lãnh đạo IOC đã họp tại Lausanne, Thụy Sỹ để thảo luận về quá trình đăng cai Thế vận hội 2024 và 2028 vào ngày 9 tháng 6 năm 2017. Ủy ban Olympic Quốc tế đã chính thức đề xuất bầu chọn thành phố chủ nhà cho hai kỳ Thế vận hội 2024 và 2028 cùng một lúc; đề xuất trên đã được Phiên họp Bất thường của IOC thông qua vào ngày 11 tháng 7 năm 2017 tại Lausanne. Các ủy ban đăng cai của LA 2024 và Paris 2024 đã họp bàn với IOC để phân định thành phố nào sẽ tổ chức Thế vận hội 2024 và 2028, và liệu có thể chọn cùng lúc thành phố chủ nhà cho cả hai kỳ Thế vận hội trên.
Ngay sau quyết định sẽ trao quyền đăng cai cho hai kỳ Thế vận hội cùng lúc, Paris đã được coi là chủ nhà ưa thích cho năm 2024. Vào ngày 31 tháng 7 năm 2017, IOC tuyên bố Los Angeles sẽ là ứng cử viên duy nhất cho Thế vận hội 2028, đồng nghĩa với việc Paris chính thức đăng cai Thế vận hội 2024. Cả hai quyết định được phê chuẩn tại Phiên họp lần thứ 131 của IOC vào ngày 13 tháng 9 năm 2017.

### Bầu chọn thành phố chủ nhà
Paris được bầu chọn làm thành phố chủ nhà vào ngày 13 tháng 9 năm 2017 tại Phiên họp thứ 131 của IOC ở Lima, Peru. Hai thành viên IOC người Pháp, Guy Drut và Tony Estanguet, không được tham gia bỏ phiếu theo quy định của Hiến chương Olympic.
| Thành phố | Quốc gia | Số phiếu            |
| --------- | -------- | ------------------- |
| Paris     | Pháp     | Quyết định toàn thể |

## Đại hội

### Nghi lễ

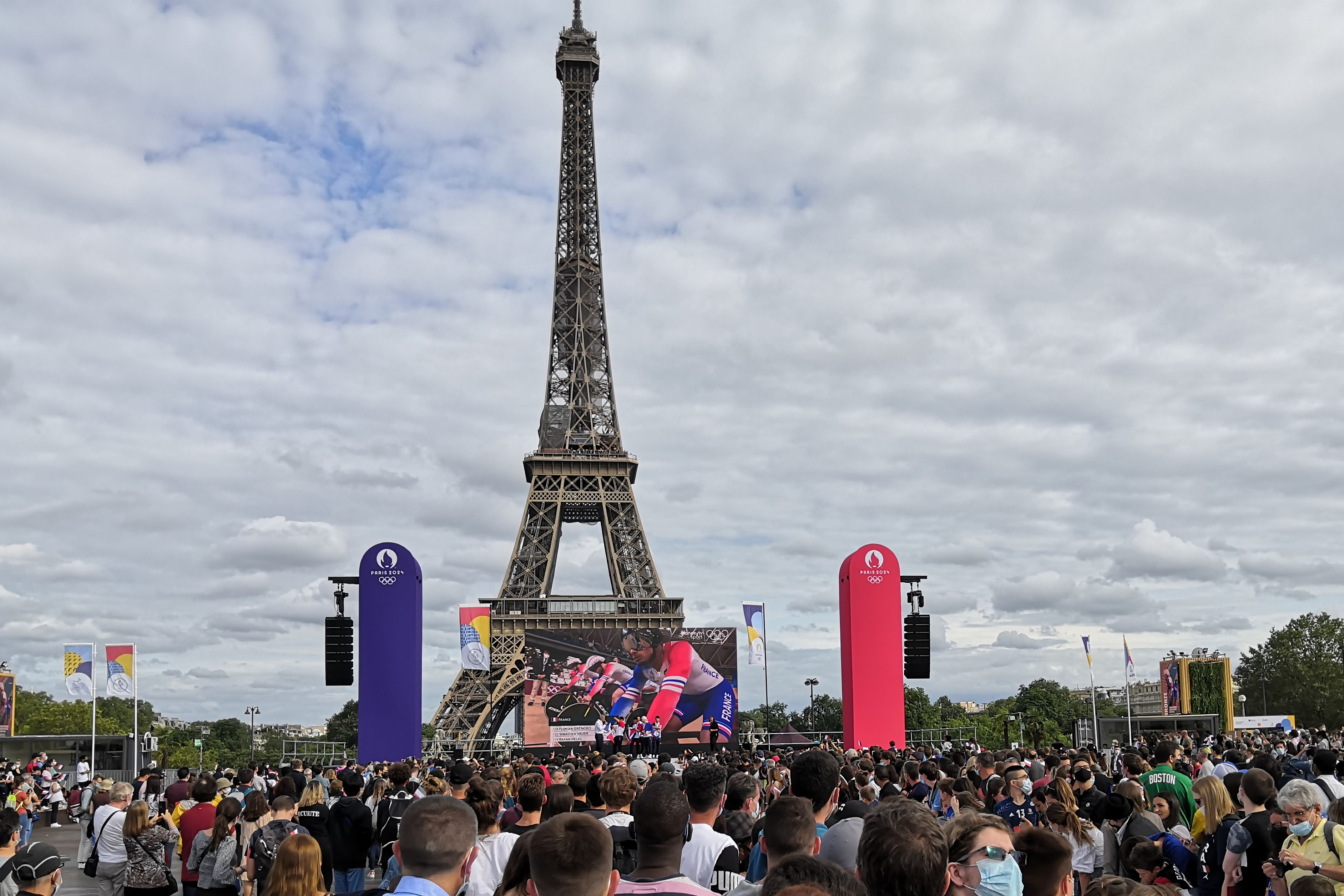
Một điểm theo dõi Thế vận hội Mùa hè 2020 tại Quảng trường Trocadéro, nơi diễn ra nghi lễ chính thức cho kỳ Thế vận hội 2024.

Vào tháng 7 năm 2021, Trưởng Ban tổ chức Thế vận hội và Thế vận hội Người khuyết tật Paris 2024 (COJOP2024) Tony Estanguet cho biết đang tiến hành nghiên cứu khả thi về việc tổ chức lễ khai mạc và bế mạc bên ngoài bối cảnh sân vận động truyền thống, nhằm "kết hợp điều tuyệt với nhất của Paris–những địa danh mang tính biểu tượng–với khả năng tham gia cùng hàng trăm nghìn khán giả, thậm chí hơn thế nữa." Khái niệm về một "Thế vận hội mở" như vậy đã được thể hiện ở nghi lễ chuyển giao quyền đăng cai cho Paris tại lễ bế mạc Tokyo 2020, trong đó có những hình ảnh được truyền trực tiếp từ một điểm theo dõi tại Quảng trường Trocadéro. Estanguet dự kiến sẽ thông báo về địa điểm tổ chức các buổi lễ trước cuối năm.
Vào ngày 13 tháng 12 năm 2021, ban tổ chức cho biết tại lễ khai mạc, các vận động viên sẽ có màn diễu hành bằng thuyền dọc sông Seine, bắt đầu từ Cầu Austerlitz cho tới Cầu Iéna. Hành trình dài 6 km (3,7 dặm) sẽ đi qua các địa danh nổi tiếng như Viện bảo tàng Louvre, Nhà thờ Đức Bà Paris và Quảng trường Concorde, cùng với đó là những màn biểu diễn văn hóa. Nghi lễ chính thức sẽ diễn ra tại một "sân vận động mini" 30.000 chỗ ngồi ở Trocadéro. Các nhà tổ chức nói rằng đây sẽ là "buổi lễ khai mạc ngoạn mục và dễ tiếp cận nhất trong lịch sử Thế vận hội", còn Estanguet cũng cho biết khán giả sẽ được tham dự miễn phí buổi lễ, đồng thời ước tính buổi lễ khai mạc có thể thu hút lên tới 600.000 khán giả.
Vào ngày 23 tháng 9 năm 2022, giám đốc sáng tạo tổ chức các buổi lễ khai mạc và bế mạc Thomas Jolly thông báo sân vận động Stade de France sẽ là địa điểm tổ chức lễ bế mạc.

### Môn thể thao thi đấu
Theo các quy định hiện hành của Ủy ban Olympic Quốc tế đã có hiệu lực kể từ năm 2017, chương trình Thế vận hội Mùa hè bao gồm 28 môn thể thao "nòng cốt" bắt buộc, cùng với tối đa 6 môn thi đấu tùy chọn có thể bổ sung tại mỗi kỳ Thế vận hội Mùa hè. Các môn bổ sung này được Ban tổ chức mỗi kỳ Thế vận hội lựa chọn và danh sách các môn thi đấu phải được gửi tới Ủy ban Olympic Quốc tế trong vòng 5 năm trước khi đại hội diễn ra nhằm thu hút sự chú ý tại địa phương, với điều kiện tổng số lượng vận động viên tham dự không quá 10.500 người. Tại Phiên họp thứ 131 của IOC vào tháng 9 năm 2017, ủy ban này đã phê chuẩn chương trình 28 môn thi đấu từ năm 2016 vào áp dụng tại Paris 2024, đồng thời mời Ban tổ chức Paris trình xem xét thêm tối đa năm môn thi khác.
Khi Paris tham gia đấu thầu quyền đăng cai vào tháng 8 năm 2017, Ban tổ chức Paris thông báo sẽ tổ chức thảo luận với IOC và các tổ chức thể thao điện tử chuyên nghiệp về khả năng đưa các nội dung esports vào thi đấu tại Thế vận hội 2024. Tuy nhiên, đến tháng 7 năm 2018, IOC đã xác nhận không xem xét đưa thể thao điện tử vào chương trình thi đấu tại Olympic 2024. Vào ngày 21 tháng 2 năm 2019, Ban tổ chức Paris cho biết sẽ đề xuất đưa vào chương trình thi đấu môn breakdancing (breaking), cùng với ba môn khác là trượt ván, leo núi thể thao và lướt sóng—ba môn này sau đó đã có lần xuất hiện đầu tiên tại Thế vận hội Mùa hè Tokyo 2020. Cả bốn môn thi đấu trên đều được chấp thuận tại Phiên họp thứ 134 của IOC ở Lausanne, Thụy Sỹ vào ngày 24 tháng 6 năm 2019.
Chương trình Thế vận hội Mùa hè 2024 dự kiến có 32 môn thể thao với 329 nội dung. Đây là kỳ Thế vận hội Mùa hè đầu tiên kể từ năm 1960 có ít nội dung thi đấu hơn kỳ Thế vận hội trước (Olympic Tokyo 2020 có 339 nội dung). Số lượng nội dung của mỗi phân môn được ghi trong dấu ngoặc đơn. Các phân môn bị mất nội dung so với năm 2020 bao gồm có karate (8) và bóng chày/bóng mềm (2)–cả hai đều bị loại khỏi danh sách môn thi đấu–cùng với cử tạ với ít hơn 4 nội dung. Môn canoeing vẫn có tổng số nội dung thi đấu là 16, nhưng có 2 nội dung nước rút được thay thế bằng các nội dung slalom. Các môn thi đấu có thêm nội dung là breaking (2), xuất hiện với tư cách là một phân môn mới, và leo núi thể thao, trong đó các nội dung leo núi tốc độ và 'boulder & lead' được tách ra khỏi nội dung 'kết hợp' trước đó.
Vào tháng 2 năm 2023, Liên đoàn Quyền Anh Hoa Kỳ tuyên bố tẩy chay Giải vô địch thế giới 2023 (được tổ chức bởi Hiệp hội Quyền Anh Quốc tế), nơi mà các vận động viên Nga và Belarus được thi đấu mà không có hạn chế nào, đồng thời cáo buộc IBA phá hoại quy trình vòng loại đã được IOC phê chuẩn cho Thế vận hội Mùa hè 2024. Ba Lan, Thụy Sỹ, Hà Lan, Anh Quốc, Ireland, Cộng hòa Séc, Thụy Điển và Canada sau đó cũng hưởng ứng quyết định trên.
| \| - Ba môn phối hợp (3) - Bắn cung (5) - Bắn súng (15) - Bóng bàn (5) - Bóng bầu dục bảy người (2) - Bóng chuyền - - Bóng chuyền (2) - Bóng chuyền bãi biển (2) - Bóng đá (2) - Bóng ném (2) - Bóng rổ - - Bóng rổ (2) - Bóng rổ 3×3 (2) - Breaking (2) \| - Canoeing - - Slalom (6) - Nước rút (10) - Cầu lông (5) - Chèo thuyền (14) - Cưỡi ngựa - - Biểu diễn (2) - Toàn năng (2) - Nhảy ngựa (2) - Cử tạ (10) - Đấu kiếm (12) - Đấu vật - - Tự do (12) - Cổ điển (6) \| - Điền kinh (48) - Golf (2) - Judo (15) - Khúc côn cầu trên cỏ (2) - Leo núi thể thao (4) - Lướt sóng (2) - Năm môn phối hợp hiện đại (2) - Quần vợt (5) - Taekwondo (8) - Thể dục dụng cụ - - Nghệ thuật (14) - Nhịp điệu (2) - Nhào lộn trên bạt nhún (2) \| - Thể thao dưới nước - Bơi nghệ thuật (2) - - Nhảy cầu (8) - - Bơi marathon (2) - - Bơi lội (35) - - Bóng nước (2) - Thuyền buồm (10) - Trượt ván (4) - Quyền Anh (13) - Xe đạp - - BMX tự do (2) - BMX racing (2) - Xe đạp leo núi (2) - Đường trường (4) - Lòng chảo (12) \| | | | |
| - Ba môn phối hợp (3) - Bắn cung (5) - Bắn súng (15) - Bóng bàn (5) - Bóng bầu dục bảy người (2) - Bóng chuyền - - Bóng chuyền (2) - Bóng chuyền bãi biển (2) - Bóng đá (2) - Bóng ném (2) - Bóng rổ - - Bóng rổ (2) - Bóng rổ 3×3 (2) - Breaking (2) | - Canoeing - - Slalom (6) - Nước rút (10) - Cầu lông (5) - Chèo thuyền (14) - Cưỡi ngựa - - Biểu diễn (2) - Toàn năng (2) - Nhảy ngựa (2) - Cử tạ (10) - Đấu kiếm (12) - Đấu vật - - Tự do (12) - Cổ điển (6) | - Điền kinh (48) - Golf (2) - Judo (15) - Khúc côn cầu trên cỏ (2) - Leo núi thể thao (4) - Lướt sóng (2) - Năm môn phối hợp hiện đại (2) - Quần vợt (5) - Taekwondo (8) - Thể dục dụng cụ - - Nghệ thuật (14) - Nhịp điệu (2) - Nhào lộn trên bạt nhún (2) | - Thể thao dưới nước - Bơi nghệ thuật (2) - - Nhảy cầu (8) - - Bơi marathon (2) - - Bơi lội (35) - - Bóng nước (2) - Thuyền buồm (10) - Trượt ván (4) - Quyền Anh (13) - Xe đạp - - BMX tự do (2) - BMX racing (2) - Xe đạp leo núi (2) - Đường trường (4) - Lòng chảo (12) |

## Các Ủy ban Olympic Quốc gia tham dự
Sau đây là danh sách các Ủy ban Olympic Quốc gia có ít nhất một vận động viên đã vượt qua vòng loại Thế vận hội 2024.
| Các Ủy ban Olympic Quốc gia tham dự |
| --- |
| - Afghanistan (6) - Albania (8) - Algérie (45) - Samoa thuộc Mỹ (2) - Andorra (2) - Angola (24) - Antigua và Barbuda (5) - Argentina (136) - Armenia (15) - Aruba (6) - Úc (460) - Áo (78) - Azerbaijan (48) - Bahamas (18) - Bahrain (13) - Bangladesh (5) - Barbados (4) - Bỉ (165) - Belize (1) - Bénin (5) - Bermuda (8) - Bhutan (3) - Bolivia (4) - Bosna và Hercegovina (5) - Botswana (11) - Brasil (277) - Quần đảo Virgin thuộc Anh (4) - Brunei (3) - Bulgaria (46) - Burkina Faso (8) - Burundi (7) - Campuchia (3) - Cameroon (6) - Canada (315) - Cabo Verde (7) - Quần đảo Cayman (4) - Trung Phi (4) - Tchad (3) - Chile (48) - Trung Quốc (405) - Colombia (87) - Comoros (4) - Quần đảo Cook (2) - Costa Rica (6) - Croatia (73) - Cuba (61) - Síp (16) - Cộng hòa Séc (111) - Cộng hòa Dân chủ Congo (6) - Đan Mạch (124) - Djibouti (7) - Dominica (4) - Cộng hòa Dominica (58) - Đông Timor (4) - Ecuador (40) - Ai Cập (148) - El Salvador (8) - Guinea Xích Đạo (3) - Eritrea (12) - Estonia (24) - Eswatini (3) - Ethiopia (34) - Micronesia (3) - Fiji (33) - Phần Lan (56) - Pháp (573) (chủ nhà) - Gabon (5) - Gambia (7) - Gruzia (28) - Đức (428) - Ghana (8) - Anh Quốc (327) - Hy Lạp (100) - Grenada (6) - Guam (8) - Guatemala (16) - Guinée (24) - Guiné-Bissau (6) - Guyana (5) - Haiti (7) - Honduras (4) - Hồng Kông (36) - Hungary (170) - Iceland (5) - Ấn Độ (117) - Đoàn thể thao trung lập (32) - Indonesia (29) - Iran (40) - Iraq (22) - Ireland (134) - Israel (88) - Ý (371) - Bờ Biển Ngà (11) - Jamaica (58) - Nhật Bản (403) - Jordan (12) - Kazakhstan (79) - Kenya (72) - Kiribati (3) - Kosovo (9) - Kuwait (9) - Kyrgyzstan (16) - Lào (4) - Latvia (29) - Liban (10) - Lesotho (3) - Liberia (8) - Libya (6) - Liechtenstein (1) - Litva (51) - Luxembourg (14) - Madagascar (7) - Malawi (3) - Malaysia (26) - Maldives (5) - Mali (23) - Malta (5) - Quần đảo Marshall (4) - Mauritanie (2) - Mauritius (13) - México (107) - Moldova (26) - Monaco (6) - Mông Cổ (32) - Montenegro (19) - Maroc (59) - Mozambique (7) - Myanmar (2) - Namibia (4) - Nauru (1) - Nepal (7) - Hà Lan (258) - New Zealand (195) - Nicaragua (7) - Niger (7) - Nigeria (88) - CHDCND Triều Tiên (16) - Bắc Macedonia (7) - Na Uy (107) - Oman (4) - Pakistan (7) - Palau (3) - Palestine (8) - Panama (8) - Papua New Guinea (7) - Paraguay (28) - Perú (26) - Philippines (22) - Ba Lan (210) - Bồ Đào Nha (73) - Puerto Rico (51) - Qatar (14) - Đội tuyển Olympic người tị nạn (37) - Cộng hòa Congo (4) - România (106) - Rwanda (8) - Saint Kitts và Nevis (3) - Saint Lucia (4) - Saint Vincent và Grenadines (4) - Samoa (24) - San Marino (5) - São Tomé và Príncipe (3) - Ả Rập Xê Út (9) - Sénégal (11) - Serbia (113) - Seychelles (3) - Sierra Leone (4) - Singapore (23) - Slovakia (28) - Slovenia (90) - Quần đảo Solomon (2) - Somalia (1) - Nam Phi (149) - Hàn Quốc (141) - Nam Sudan (14) - Tây Ban Nha (383) - Sri Lanka (6) - Sudan (4) - Suriname (5) - Thụy Điển (117) - Thụy Sĩ (127) - Syria (6) - Đài Bắc Trung Hoa (60) - Tajikistan (14) - Tanzania (7) - Thái Lan (51) - Togo (5) - Tonga (4) - Trinidad và Tobago (18) - Tunisia (27) - Thổ Nhĩ Kỳ (102) - Turkmenistan (6) - Tuvalu (2) - Uganda (24) - Ukraina (140) - UAE (13) - Hoa Kỳ (592) - Uruguay (25) - Uzbekistan (86) - Vanuatu (6) - Venezuela (33) - Việt Nam (16) - Quần đảo Virgin thuộc Mỹ (5) - Yemen (4) - Zambia (27) - Zimbabwe (7) |

Số lượng vận động viên theo Ủy ban Olympic Quốc gia (NOC)
Tính đến 19 tháng 3 năm 2023
| Hạng | NOC                            | Số VĐV |
| ---- | ------------------------------ | ------ |
| 1    | Hoa Kỳ                         | 592    |
| 2    | Pháp                           | 573    |
| 3    | Úc                             | 460    |
| 4    | Đức                            | 428    |
| 5    | Nhật Bản                       | 403    |
| 6    | Trung Quốc                     | 388    |
| 7    | Tây Ban Nha                    | 383    |
| 8    | Ý                              | 371    |
| 9    | Anh Quốc                       | 327    |
| 10   | Canada                         | 315    |
| 11   | Brasil                         | 277    |
| 12   | Hà Lan                         | 258    |
| 13   | Ba Lan                         | 210    |
| 14   | New Zealand                    | 195    |
| 15   | Hungary                        | 170    |
| 16   | Bỉ                             | 165    |
| 17   | Nam Phi                        | 149    |
| 18   | Ai Cập                         | 148    |
| 19   | Hàn Quốc                       | 141    |
| 20   | Ukraina                        | 140    |
| 21   | Argentina                      | 136    |
| 22   | Ireland                        | 134    |
| 23   | Thụy Sĩ                        | 127    |
| 24   | Đan Mạch                       | 124    |
| 25   | Ấn Độ                          | 117    |
| 25   | Thụy Điển                      | 117    |
| 27   | Serbia                         | 113    |
| 28   | Cộng hòa Séc                   | 111    |
| 29   | México                         | 107    |
| 30   | Na Uy                          | 107    |
| 31   | România                        | 106    |
| 32   | Thổ Nhĩ Kỳ                     | 102    |
| 33   | Hy Lạp                         | 100    |
| 34   | Slovenia                       | 90     |
| 35   | Israel                         | 88     |
| 35   | Nigeria                        | 88     |
| 37   | Colombia                       | 87     |
| 38   | Uzbekistan                     | 86     |
| 39   | Kazakhstan                     | 79     |
| 40   | Áo                             | 78     |
| 41   | Croatia                        | 73     |
| 41   | Bồ Đào Nha                     | 73     |
| 43   | Kenya                          | 72     |
| 44   | Cuba                           | 61     |
| 45   | Đài Bắc Trung Hoa              | 60     |
| 45   | Maroc                          | 60     |
| 47   | Cộng hòa Dominica              | 58     |
| 47   | Jamaica                        | 58     |
| 49   | Phần Lan                       | 56     |
| 50   | Puerto Rico                    | 51     |
| 50   | Thái Lan                       | 51     |
| 50   | Litva                          | 51     |
| 53   | Chile                          | 48     |
| 53   | Azerbaijan                     | 48     |
| 55   | Bulgaria                       | 46     |
| 56   | Algérie                        | 45     |
| 57   | Ecuador                        | 40     |
| 57   | Iran                           | 40     |
| 59   | Đội tuyển Olympic người tị nạn | 37     |
| 60   | Hồng Kông                      | 36     |
| 61   | Ethiopia                       | 34     |
| 62   | Fiji                           | 33     |
| 62   | Venezuela                      | 33     |
| 64   | Đoàn thể thao trung lập        | 32     |
| 64   | Mông Cổ                        | 32     |
| 66   | Indonesia                      | 29     |
| 66   | Latvia                         | 29     |
| 68   | Gruzia                         | 28     |
| 68   | Paraguay                       | 28     |
| 68   | Slovakia                       | 28     |
| 71   | Tunisia                        | 27     |
| 71   | Zambia                         | 27     |
| 73   | Malaysia                       | 26     |
| 73   | Moldova                        | 26     |
| 73   | Perú                           | 26     |
| 76   | Uruguay                        | 25     |
| 77   | Angola                         | 24     |
| 77   | Estonia                        | 24     |
| 77   | Guinée                         | 24     |
| 77   | Samoa                          | 24     |
| 77   | Uganda                         | 24     |
| 82   | Mali                           | 23     |
| 82   | Singapore                      | 23     |
| 84   | Iraq                           | 22     |
| 84   | Philippines                    | 22     |
| 86   | Montenegro                     | 19     |
| 87   | Bahamas                        | 18     |
| 87   | Trinidad và Tobago             | 18     |
| 89   | Síp                            | 16     |
| 89   | Guatemala                      | 16     |
| 89   | Kyrgyzstan                     | 16     |
| 89   | CHDCND Triều Tiên              | 16     |
| 89   | Việt Nam                       | 16     |
| 94   | Armenia                        | 15     |
| 95   | Luxembourg                     | 14     |
| 95   | Qatar                          | 14     |
| 95   | Nam Sudan                      | 14     |
| 95   | Tajikistan                     | 14     |
| 99   | Bahrain                        | 13     |
| 99   | Mauritius                      | 13     |
| 99   | UAE                            | 13     |
| 102  | Eritrea                        | 12     |
| 102  | Jordan                         | 12     |
| 104  | Botswana                       | 11     |
| 104  | Bờ Biển Ngà                    | 11     |
| 104  | Sénégal                        | 11     |
| 107  | Liban                          | 10     |
| 108  | Kosovo                         | 9      |
| 108  | Kuwait                         | 9      |
| 108  | Ả Rập Xê Út                    | 9      |
| 111  | Albania                        | 8      |
| 111  | Bermuda                        | 8      |
| 111  | Burkina Faso                   | 8      |
| 111  | El Salvador                    | 8      |
| 111  | Ghana                          | 8      |
| 111  | Guam                           | 8      |
| 111  | Liberia                        | 8      |
| 111  | Palestine                      | 8      |
| 111  | Panama                         | 8      |
| 111  | Rwanda                         | 8      |
| 121  | Burundi                        | 7      |
| 121  | Cabo Verde                     | 7      |
| 121  | Djibouti                       | 7      |
| 121  | Gambia                         | 7      |
| 121  | Haiti                          | 7      |
| 121  | Madagascar                     | 7      |
| 121  | Mozambique                     | 7      |
| 121  | Nepal                          | 7      |
| 121  | Nicaragua                      | 7      |
| 121  | Niger                          | 7      |
| 121  | Bắc Macedonia                  | 7      |
| 121  | Pakistan                       | 7      |
| 121  | Papua New Guinea               | 7      |
| 121  | Tanzania                       | 7      |
| 121  | Zimbabwe                       | 7      |
| 136  | Afghanistan                    | 6      |
| 136  | Aruba                          | 6      |
| 136  | Cameroon                       | 6      |
| 136  | Costa Rica                     | 6      |
| 136  | Cộng hòa Dân chủ Congo         | 6      |
| 136  | Grenada                        | 6      |
| 136  | Guiné-Bissau                   | 6      |
| 136  | Libya                          | 6      |
| 136  | Monaco                         | 6      |
| 136  | Sri Lanka                      | 6      |
| 136  | Syria                          | 6      |
| 136  | Turkmenistan                   | 6      |
| 136  | Vanuatu                        | 6      |
| 149  | Antigua và Barbuda             | 5      |
| 149  | Bangladesh                     | 5      |
| 149  | Bénin                          | 5      |
| 149  | Bosna và Hercegovina           | 5      |
| 149  | Gabon                          | 5      |
| 149  | Guyana                         | 5      |
| 149  | Iceland                        | 5      |
| 149  | Maldives                       | 5      |
| 149  | Malta                          | 5      |
| 149  | San Marino                     | 5      |
| 149  | Suriname                       | 5      |
| 149  | Togo                           | 5      |
| 149  | Quần đảo Virgin thuộc Mỹ       | 5      |
| 162  | Barbados                       | 4      |
| 162  | Quần đảo Virgin thuộc Anh      | 4      |
| 162  | Bolivia                        | 4      |
| 162  | Quần đảo Cayman                | 4      |
| 162  | Trung Phi                      | 4      |
| 162  | Comoros                        | 4      |
| 162  | Dominica                       | 4      |
| 162  | Đông Timor                     | 4      |
| 162  | Honduras                       | 4      |
| 162  | Lào                            | 4      |
| 162  | Quần đảo Marshall              | 4      |
| 162  | Namibia                        | 4      |
| 162  | Oman                           | 4      |
| 162  | Cộng hòa Congo                 | 4      |
| 162  | Saint Vincent và Grenadines    | 4      |
| 162  | Saint Lucia                    | 4      |
| 162  | Sierra Leone                   | 4      |
| 162  | Sudan                          | 4      |
| 162  | Tonga                          | 4      |
| 162  | Yemen                          | 4      |
| 182  | Bhutan                         | 3      |
| 182  | Brunei                         | 3      |
| 182  | Campuchia                      | 3      |
| 182  | Tchad                          | 3      |
| 182  | Guinea Xích Đạo                | 3      |
| 182  | Eswatini                       | 3      |
| 182  | Micronesia                     | 3      |
| 182  | Kiribati                       | 3      |
| 182  | Lesotho                        | 3      |
| 182  | Malawi                         | 3      |
| 182  | Palau                          | 3      |
| 182  | Saint Kitts và Nevis           | 3      |
| 182  | São Tomé và Príncipe           | 3      |
| 182  | Seychelles                     | 3      |
| 196  | Samoa thuộc Mỹ                 | 2      |
| 196  | Andorra                        | 2      |
| 196  | Quần đảo Cook                  | 2      |
| 196  | Mauritanie                     | 2      |
| 196  | Myanmar                        | 2      |
| 196  | Quần đảo Solomon               | 2      |
| 196  | Tuvalu                         | 2      |
| 203  | Belize                         | 1      |
| 203  | Liechtenstein                  | 1      |
| 203  | Nauru                          | 1      |
| 203  | Somalia                        | 1      |

## Lịch thi đấu
Lịch thi đấu dưới đây được liệt kê đúng theo thông cáo báo chí của COJOP2024 vào tháng 7 năm 2022. Lịch thi đấu chính xác có thể thay đổi vào thời điểm thích hợp.
Tất cả thời gian và ngày tính theo Giờ mùa hè Trung Âu (UTC+2)
| OC | Lễ khai mạc | ● | Thi đấu nội dung | 1 | Nội dung huy chương vàng | CC | Lễ bế mạc |

| Tháng 7/8 năm 2024            | Tháng 7/8 năm 2024            | Tháng 7 | Tháng 7 | Tháng 7 | Tháng 7 | Tháng 7 | Tháng 7 | Tháng 7 | Tháng 7 | Tháng 8 | Tháng 8 | Tháng 8 | Tháng 8 | Tháng 8 | Tháng 8 | Tháng 8 | Tháng 8 | Tháng 8 | Tháng 8 | Tháng 8 | Nội dung      |
| Tháng 7/8 năm 2024            | Tháng 7/8 năm 2024            | 24 T4   | 25 T5   | 26 T6   | 27 T7   | 28 CN   | 29 T2   | 30 T3   | 31 T4   | 1 T5    | 2 T6    | 3 T7    | 4 CN    | 5 T2    | 6 T3    | 7 T4    | 8 T5    | 9 T6    | 10 T7   | 11 CN   | Nội dung      |
| ----------------------------- | ----------------------------- | ------- | ------- | ------- | ------- | ------- | ------- | ------- | ------- | ------- | ------- | ------- | ------- | ------- | ------- | ------- | ------- | ------- | ------- | ------- | ------------- |
| Nghi lễ                       | Nghi lễ                       |         |         | OC      |         |         |         |         |         |         |         |         |         |         |         |         |         |         |         | CC      | —             |
| Thể thao dưới nước            | Bơi nghệ thuật                |         |         |         |         |         |         |         |         |         |         |         |         | ●       | ●       | 1       |         | ●       | 1       |         | 2             |
| Thể thao dưới nước            | Nhảy cầu                      |         |         |         | 1       |         | 1       |         | 1       |         | 1       |         |         | ●       | 1       | ●       | 1       | 1       | 1       |         | 8             |
| Thể thao dưới nước            | Bơi marathon                  |         |         |         |         |         |         |         |         |         |         |         |         |         |         |         | 1       | 1       |         |         | 2             |
| Thể thao dưới nước            | Bơi lội                       |         |         |         | 4       | 3       | 5       | 3       | 5       | 4       | 3       | 4       | 4       |         |         |         |         |         |         |         | 35            |
| Thể thao dưới nước            | Bóng nước                     |         |         |         | ●       | ●       | ●       | ●       | ●       | ●       | ●       | ●       | ●       | ●       | ●       | ●       | ●       | ●       | 1       | 1       | 2             |
| Bắn cung                      | Bắn cung                      |         | ●       |         |         | 1       | 1       | ●       | ●       | ●       | 1       | 1       | 1       |         |         |         |         |         |         |         | 5             |
| Điền kinh                     | Điền kinh                     |         |         |         |         |         |         |         |         | 2       | 1       | 5       | 3       | 3       | 5       | 5       | 6       | 8       | 9       | 1       | 48            |
| Cầu lông                      | Cầu lông                      |         |         |         | ●       | ●       | ●       | ●       | ●       | ●       | 1       | 1       | 1       | 2       |         |         |         |         |         |         | 5             |
| Bóng rổ                       | Bóng rổ                       |         |         |         | ●       | ●       | ●       | ●       | ●       | ●       | ●       | ●       | ●       |         | ●       | ●       | ●       | ●       | 1       | 1       | 2             |
| Bóng rổ                       | Bóng rổ 3×3                   |         |         |         |         |         |         | ●       | ●       | ●       | ●       | ●       | ●       | 2       |         |         |         |         |         |         | 2             |
| Quyền Anh                     | Quyền Anh                     |         |         |         | ●       | ●       | ●       | ●       | ●       | ●       | ●       | ●       | ●       |         | 1       | 2       | 2       | 4       | 4       |         | 13            |
| Breaking                      | Breaking                      |         |         |         |         |         |         |         |         |         |         |         |         |         |         |         |         | 1       | 1       |         | 2             |
| Canoeing                      | Slalom                        |         |         |         | ●       | 1       | 1       | ●       | 1       | 1       |         | ●       | ●       | 2       |         |         |         |         |         |         | 6             |
| Canoeing                      | Nước rút                      |         |         |         |         |         |         |         |         |         |         |         |         |         | ●       | ●       | 4       | 3       | 3       |         | 10            |
| Xe đạp                        | Xe đạp đường trường           |         |         |         | 2       |         |         |         |         |         |         | 1       | 1       |         |         |         |         |         |         |         | 4             |
| Xe đạp                        | Xe đạp lòng chảo              |         |         |         |         |         |         |         |         |         |         |         |         | 1       | 1       | 2       | 2       | 2       | 1       | 3       | 12            |
| Xe đạp                        | BMX                           |         |         |         |         |         |         | ●       | 2       | ●       | 2       |         |         |         |         |         |         |         |         |         | 4             |
| Xe đạp                        | Xe đạp leo núi                |         |         |         |         | 1       | 1       |         |         |         |         |         |         |         |         |         |         |         |         |         | 2             |
| Cưỡi ngựa                     |                               |         |         |         |         |         |         |         |         |         |         |         |         |         |         |         |         |         |         |         |               |
| Biểu diễn                     |                               |         |         |         |         |         | ●       | ●       | 1       |         |         | 1       |         |         |         |         |         |         |         | 2       |               |
| Toàn năng                     |                               |         |         | ●       | ●       | 2       |         |         |         |         |         |         |         |         |         |         |         |         |         | 2       |               |
| Nhảy ngựa                     |                               |         |         |         |         |         |         |         |         | ●       | 1       |         | ●       | 1       |         |         |         |         |         | 2       |               |
| Đấu kiếm                      | Đấu kiếm                      |         |         |         | 2       | 2       | 2       | 1       | 1       | 1       | 1       | 1       | 1       |         |         |         |         |         |         |         | 12            |
| Khúc côn cầu trên cỏ          | Khúc côn cầu trên cỏ          |         |         |         | ●       | ●       | ●       | ●       | ●       | ●       | ●       | ●       | ●       | ●       | ●       | ●       | 1       | 1       |         |         | 2             |
| Bóng đá                       | Bóng đá                       | ●       | ●       |         | ●       | ●       |         | ●       | ●       |         | ●       | ●       |         | ●       | ●       |         | ●       | 1       | 1       |         | 2             |
| Golf                          | Golf                          |         |         |         |         |         |         |         |         | ●       | ●       | ●       | 1       |         |         | ●       | ●       | ●       | 1       |         | 2             |
| Thể dục dụng cụ               | Nghệ thuật                    |         |         |         | ●       | ●       | 1       | 1       | 1       | 1       |         | 4       | 3       | 3       |         |         |         |         |         |         | 14            |
| Thể dục dụng cụ               | Nhịp điệu                     |         |         |         |         |         |         |         |         |         |         |         |         |         |         |         | ●       | 1       | 1       |         | 2             |
| Thể dục dụng cụ               | Bạt nhún                      |         |         |         |         |         |         |         |         |         | 2       |         |         |         |         |         |         |         |         |         | 2             |
| Bóng ném                      | Bóng ném                      |         | ●       |         | ●       | ●       | ●       | ●       | ●       | ●       | ●       | ●       | ●       |         | ●       | ●       | ●       | ●       | 1       | 1       | 2             |
| Judo                          | Judo                          |         |         |         | 2       | 2       | 2       | 2       | 2       | 2       | 2       | 1       |         |         |         |         |         |         |         |         | 15            |
| Năm môn phối hợp hiện đại     | Năm môn phối hợp hiện đại     |         |         |         |         |         |         |         |         |         |         |         |         |         |         |         | ●       | ●       | 1       | 1       | 2             |
| Chèo thuyền                   | Chèo thuyền                   |         |         |         | ●       | ●       | ●       | ●       | 2       | 4       | 4       | 4       |         |         |         |         |         |         |         |         | 14            |
| Bóng bầu dục bảy người        | Bóng bầu dục bảy người        | ●       | ●       |         | 1       | ●       | ●       | 1       |         |         |         |         |         |         |         |         |         |         |         |         | 2             |
| Thuyền buồm                   | Thuyền buồm                   |         |         |         |         | ●       | ●       | ●       | ●       | 2       | 2       | ●       | ●       | ●       | 2       | 2       | 2       |         |         |         | 10            |
| Bắn súng                      | Bắn súng                      |         |         |         | 1       | 2       | 2       | 2       | 1       | 1       | 1       | 2       | 1       | 2       |         |         |         |         |         |         | 15            |
| Trượt ván                     | Trượt ván                     |         |         |         | 1       | 1       |         |         |         |         |         |         |         |         | 1       | 1       |         |         |         |         | 4             |
| Leo núi thể thao              | Leo núi thể thao              |         |         |         |         |         |         |         |         |         |         |         |         | ●       | ●       | 1       | 1       | 1       | 1       |         | 4             |
| Lướt sóng                     | Lướt sóng                     |         |         |         | ●       | ●       | ●       | 2       |         |         |         |         |         |         |         |         |         |         |         |         | 2             |
| Bóng bàn                      | Bóng bàn                      |         |         |         | ●       | ●       | ●       | 1       | ●       | ●       | ●       | 1       | 1       | ●       | ●       | ●       | ●       | 1       | 1       |         | 5             |
| Taekwondo                     | Taekwondo                     |         |         |         |         |         |         |         |         |         |         |         |         |         |         | 2       | 2       | 2       | 2       |         | 8             |
| Quần vợt                      | Quần vợt                      |         |         |         | ●       | ●       | ●       | ●       | ●       | ●       | 1       | 2       | 2       |         |         |         |         |         |         |         | 5             |
| Ba môn phối hợp               | Ba môn phối hợp               |         |         |         |         |         |         | 1       | 1       |         |         |         |         | 1       |         |         |         |         |         |         | 3             |
| Bóng chuyền                   | Bóng chuyền bãi biển          |         |         |         | ●       | ●       | ●       | ●       | ●       | ●       | ●       | ●       | ●       | ●       | ●       | ●       | ●       | 1       | 1       |         | 2             |
| Bóng chuyền                   | Bóng chuyền                   |         |         |         | ●       | ●       | ●       | ●       | ●       | ●       | ●       | ●       | ●       | ●       | ●       | ●       | ●       | ●       | 1       | 1       | 2             |
| Cử tạ                         | Cử tạ                         |         |         |         |         |         |         |         |         |         |         |         |         |         |         | 2       | 2       | 2       | 3       | 1       | 10            |
| Đấu vật                       | Đấu vật                       |         |         |         |         |         |         |         |         |         |         |         |         | ●       | 3       | 3       | 3       | 3       | 3       | 3       | 18            |
| Nội dung huy chương hàng ngày | Nội dung huy chương hàng ngày |         |         |         | 14      | 13      | 18      | 14      | 17      | 19      | 22      | 28      | 20      | 16      | 15      | 21      | 27      | 33      | 39      | 13      | 329           |
| Tổng số tích lũy              | Tổng số tích lũy              |         |         |         | 14      | 27      | 45      | 59      | 76      | 95      | 117     | 145     | 165     | 181     | 196     | 217     | 244     | 277     | 316     | 329     | 329           |
| Tháng 7/8 năm 2024            | Tháng 7/8 năm 2024            | 24 T4   | 25 T5   | 26 T6   | 27 T7   | 28 CN   | 29 T2   | 30 T3   | 31 T4   | 1 T5    | 2 T6    | 3 T7    | 4 CN    | 5 T2    | 6 T3    | 7 T4    | 8 T5    | 9 T6    | 10 T7   | 11 CN   | Tổng nội dung |
| Tháng 7/8 năm 2024            | Tháng 7/8 năm 2024            | Tháng 7 | Tháng 7 | Tháng 7 | Tháng 7 | Tháng 7 | Tháng 7 | Tháng 7 | Tháng 7 | Tháng 8 | Tháng 8 | Tháng 8 | Tháng 8 | Tháng 8 | Tháng 8 | Tháng 8 | Tháng 8 | Tháng 8 | Tháng 8 | Tháng 8 | Tổng nội dung |

## Địa điểm
Hầu hết các nội dung Olympic sẽ được tổ chức tại thành phố Paris và vùng đô thị xung quanh, bao gồm các thành phố láng giềng Saint-Denis, Le Bourget, Nanterre, Versailles và Vaires-sur-Marne. Giải đấu bóng ném sẽ được tổ chức tại Lille, cách thành phố chủ nhà 225 km; nội dung thuyền buồm và một số trận đấu bóng đá sẽ diễn ra tại thành phố bên bờ Địa Trung Hải Marseille, cách thành phố chủ nhà 777 km; trong khi đó, các nội dung môn lướt sóng dự kiến được tổ chức tại làng Teahupo'o, thuộc vùng lãnh thổ hải ngoại Polynésie thuộc Pháp, cách thành phố chủ nhà 15.716 km. Môn bóng đá cũng được diễn ra tại 5 thành phố khác là Bordeaux, Décines-Charpieu, Nantes, Nice và Saint-Étienne, trong đó có một số địa điểm là sân nhà của các câu lạc bộ Ligue 1.

### Vùng Đại Paris (7 môn)

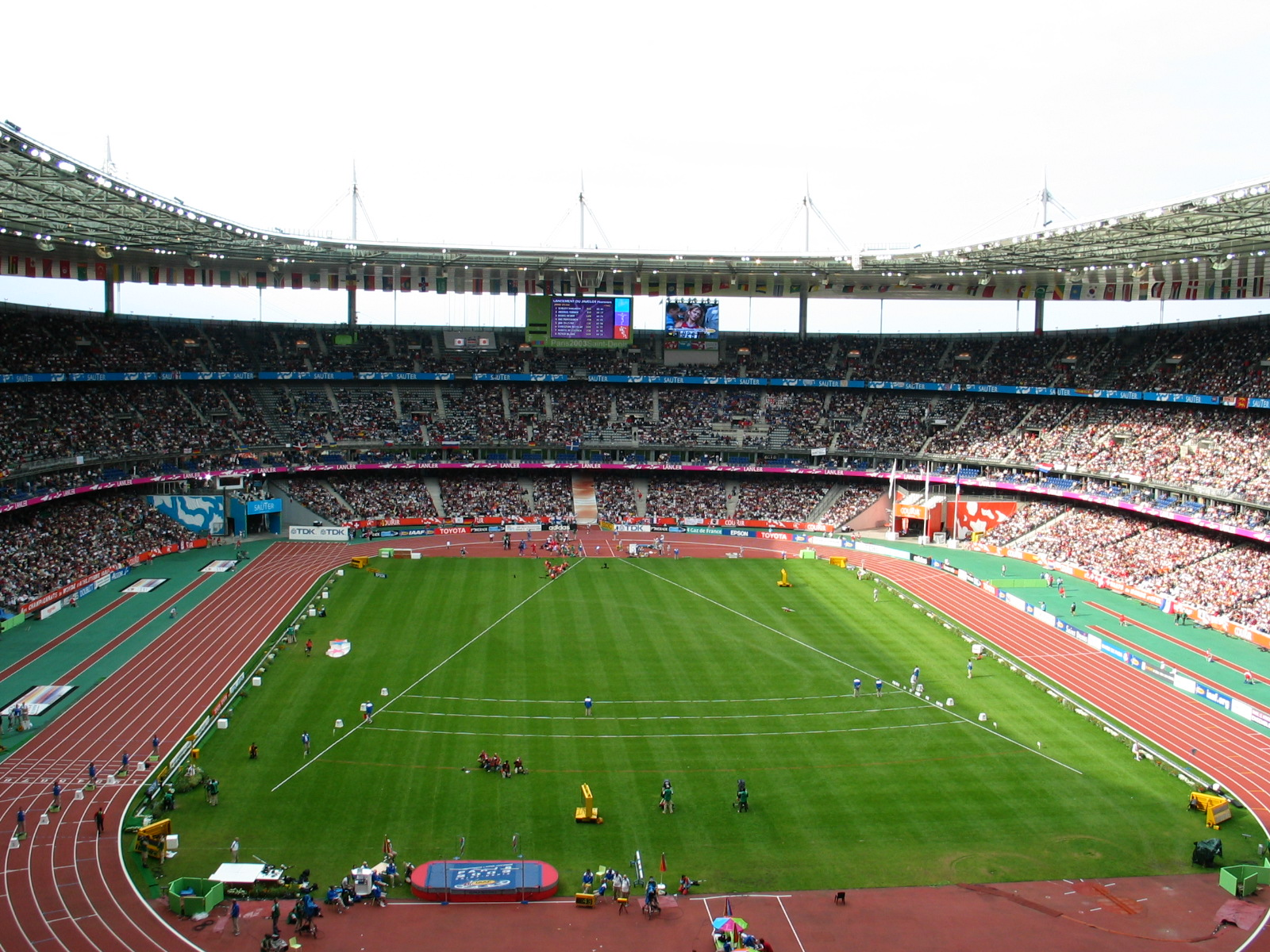
Sân vận động Stade de France với đường chạy điền kinh không bị che phủ tại Giải vô địch điền kinh thế giới 2003

Trung tâm Thể thao dưới nước vào thời điểm đang xây dựng

| Địa điểm                           | Nội dung                                                              | Sức chứa | Tình trạng |
| ---------------------------------- | --------------------------------------------------------------------- | -------- | ---------- |
| Sân vận động Yves du Manoir        | Khúc côn cầu trên cỏ                                                  | 15.000   | Đã cải tạo |
| Stade de France                    | Bóng bầu dục 7 người                                                  | 77.083   | Hiện có    |
| Stade de France                    | Điền kinh                                                             | 77.083   | Hiện có    |
| Stade de France                    | Lễ bế mạc                                                             | 77.083   | Hiện có    |
| Paris La Défense Arena             | Thể thao dưới nước (bơi lội, vòng playoff bóng nước)                  | 15.220   | Hiện có    |
| Porte de La Chapelle Arena         | Cầu lông                                                              | 8.000    | Bổ sung    |
| Porte de La Chapelle Arena         | Thể dục dụng cụ (nhịp điệu)                                           | 8.000    | Bổ sung    |
| Trung tâm Thể thao dưới nước Paris | Thể thao dưới nước (vòng sơ loại bóng nước, nhảy cầu, bơi nghệ thuật) | 5.000    | Bổ sung    |
| Le Bourget Climbing Venue          | Leo núi thể thao                                                      | 5.000    | Tạm thời   |
| Arena Paris Nord                   | Quyền Anh (vòng sơ loại, tứ kết)                                      | 6.000    | Hiện có    |
| Arena Paris Nord                   | Năm môn phối hợp hiện đại (vòng xếp hạng đấu kiếm)                    | 6.000    | Hiện có    |

Ghi chú
1. ↑  Ban tổ chức địa phương sử dụng tên gọi không có nhà tài trợ Arena 92, cũng là tên gọi của sân vận động trong giai đoạn lên kế hoạch ban đầu. Tới thời điểm khánh thành năm 2017, tên gọi được đổi thành U Arena (cũng chưa có nhà tài trợ) và sau đó mới trở thành Paris La Défense Arena như hiện tại vào năm 2018 thông qua một thỏa thuận tài trợ.

### Vùng Trung tâm Paris (20 môn)

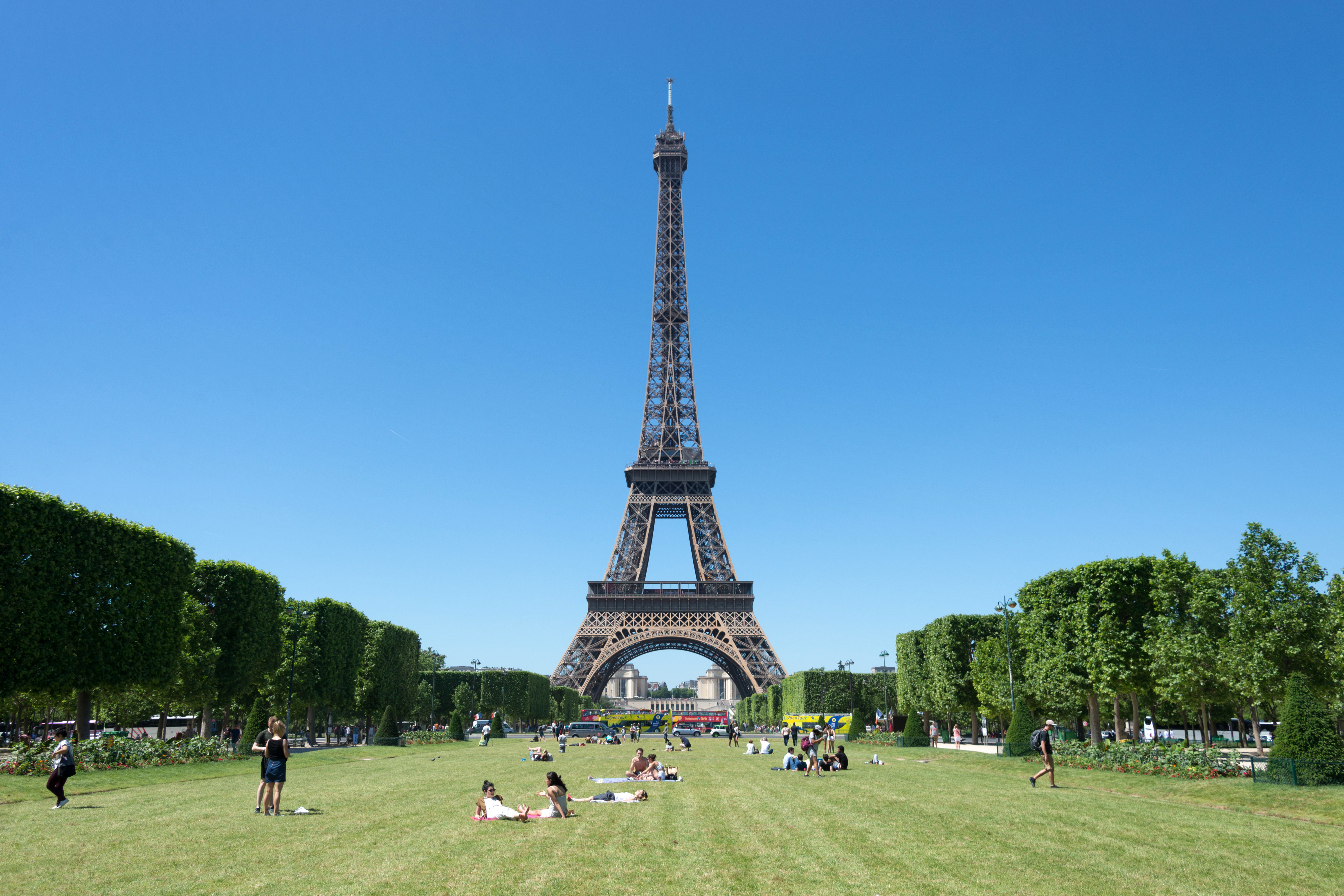
Champ de Mars

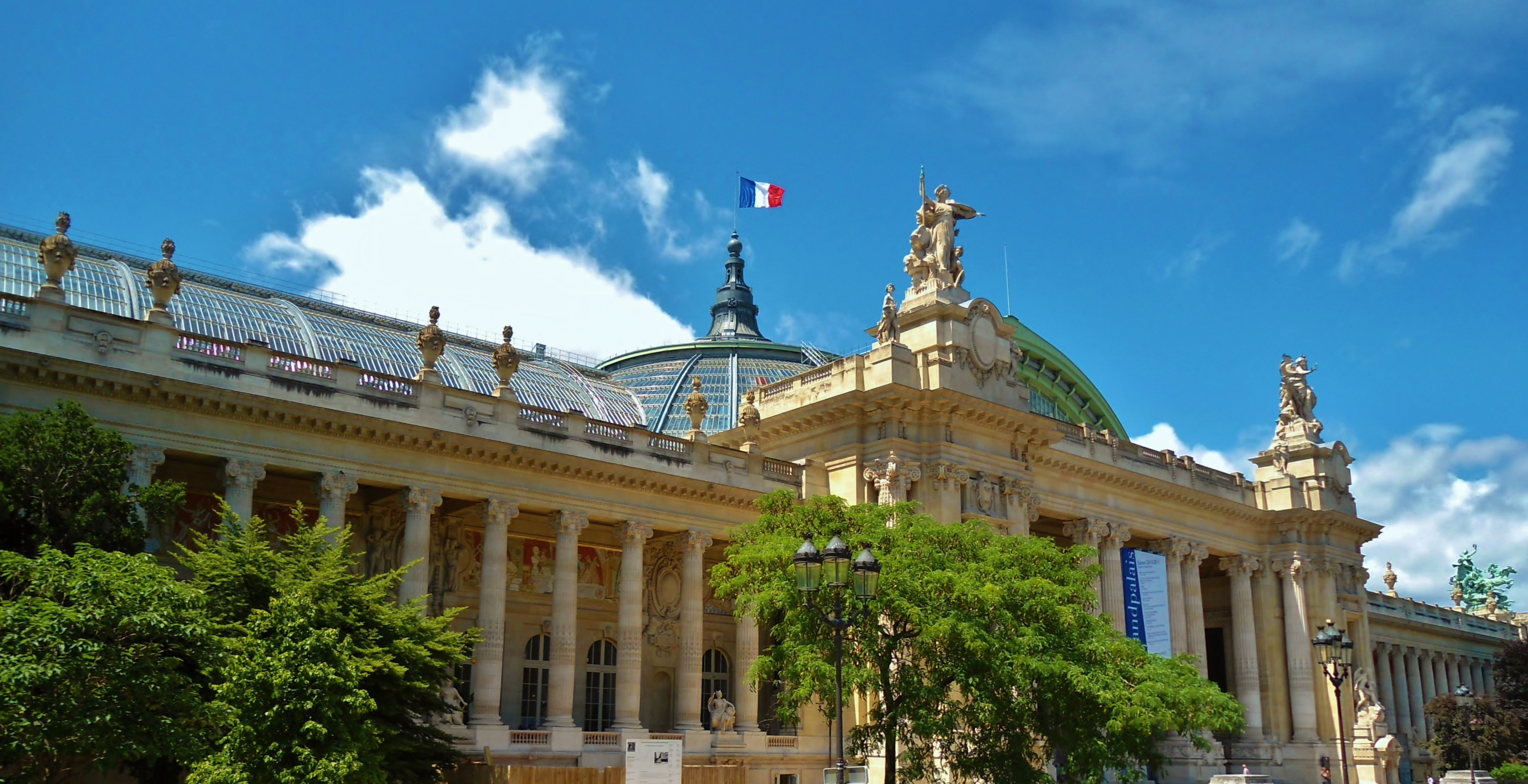
Grand Palais

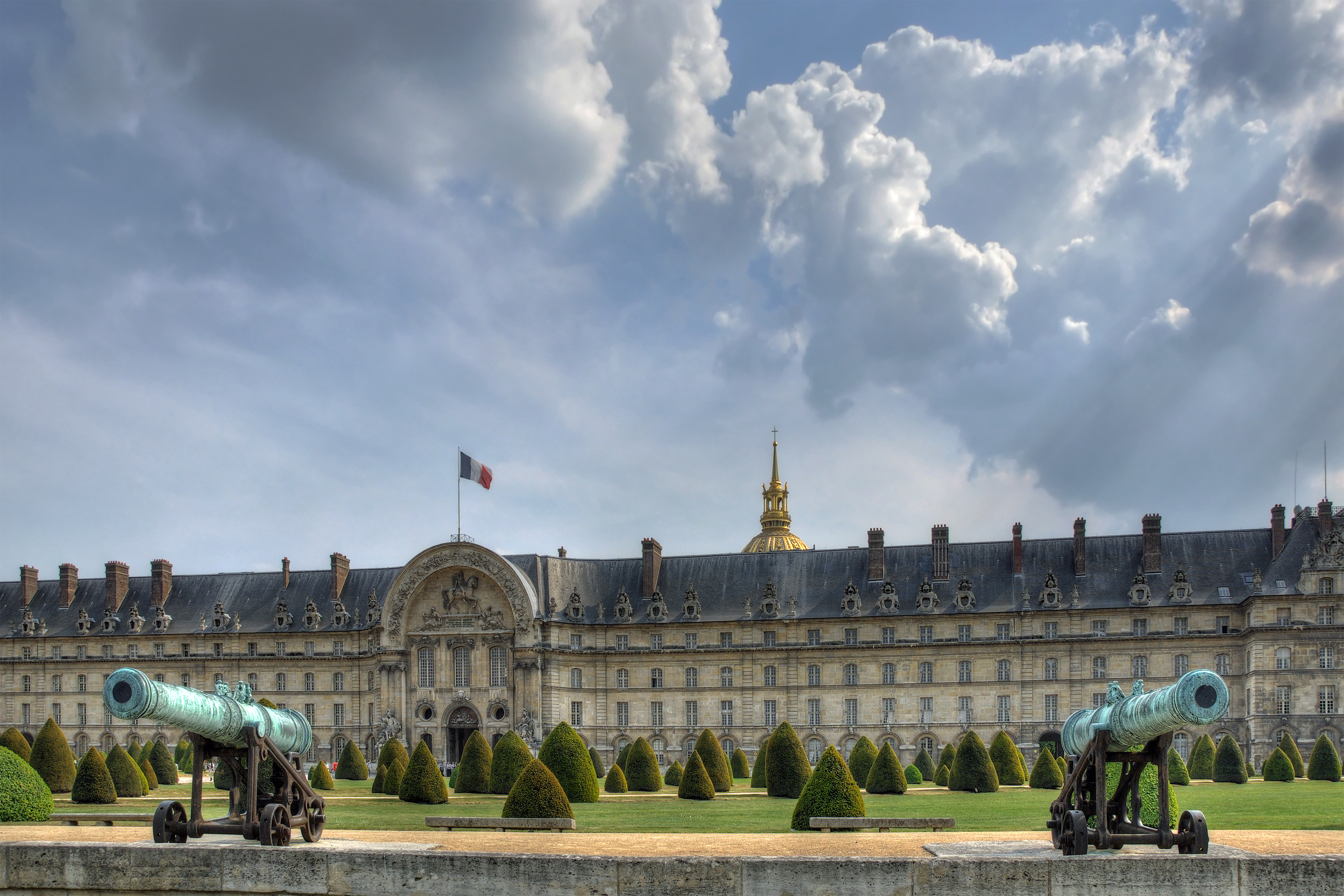
Điện Invalides

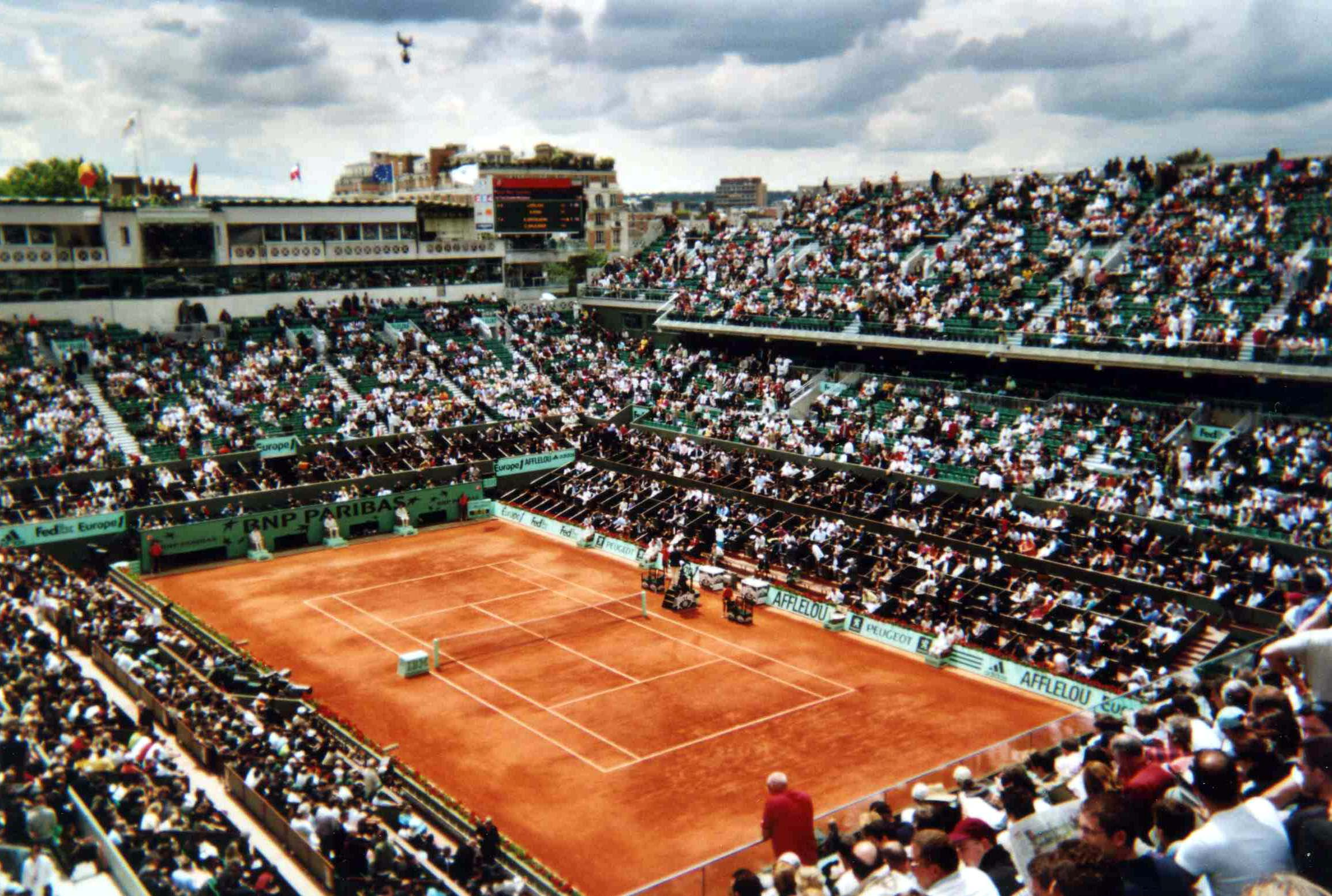
Stade Roland Garros

| Địa điểm                                   | Nội dung                                 | Sức chứa                         | Tình trạng |
| ------------------------------------------ | ---------------------------------------- | -------------------------------- | ---------- |
| Sân vận động Công viên các Hoàng tử        | Bóng đá (chung kết)                      | 48.583                           | Hiện có    |
| Sân vận động Roland Garros                 | Quần vợt                                 | 36,000 (15.000 + 12.000 + 9.000) | Hiện có    |
| Sân vận động Roland Garros                 | Quyền Anh (bán kết, chung kết)           | 36,000 (15.000 + 12.000 + 9.000) | Hiện có    |
| Sân Philippe Chatrier (có mái che di động) | Quyền Anh (bán kết, chung kết)           | 15.000                           | Hiện có    |
| Sân Philippe Chatrier (có mái che di động) | Quần vợt                                 | 15.000                           | Hiện có    |
| Sân Suzanne Lenglen (có mái che di động)   | Quần vợt                                 | 10.000                           | Hiện có    |
| Sân Simonne Mathieu và các sân thi đấu phụ | Quần vợt                                 | 9.000 (5.000+2.000+8x250)        | Hiện có    |
| Paris Expo Porte de Versailles             | Bóng chuyền                              | 18,000 (12,000 + 12,000)         | Hiện có    |
| Paris Expo Porte de Versailles             | Bóng bàn                                 | 18,000 (12,000 + 12,000)         | Hiện có    |
| Paris Expo Porte de Versailles             | Bóng ném (vòng loại)                     | 18,000 (12,000 + 12,000)         | Hiện có    |
| Paris Expo Porte de Versailles             | Cử tạ                                    | 18,000 (12,000 + 12,000)         | Hiện có    |
| Bercy Arena                                | Thể dục dụng cụ (nghệ thuật và bạt nhún) | 15.000                           | Hiện có    |
| Bercy Arena                                | Bóng rổ (chung kết)                      | 15.000                           | Hiện có    |
| Grand Palais                               | Đấu kiếm                                 | 8.000                            | Hiện có    |
| Grand Palais                               | Taekwondo                                | 8.000                            | Hiện có    |
| Quảng trường Concorde                      | Bóng rổ (3x3)                            | 30.000                           | Tạm thời   |
| Quảng trường Concorde                      | Breakdance                               | 30.000                           | Tạm thời   |
| Quảng trường Concorde                      | Xe đạp (BMX tự do)                       | 30.000                           | Tạm thời   |
| Quảng trường Concorde                      | Trượt ván                                | 30.000                           | Tạm thời   |
| Tòa thị chính Paris                        | Điền kinh (xuất phát marathon)           | 1.500                            | Tạm thời   |
| Cầu Alexandre-III                          | Thể thao dưới nước (bơi marathon)        | 1.500                            | Tạm thời   |
| Cầu Alexandre-III                          | ba môn phối hợp                          | 1.500                            | Tạm thời   |
| Cầu Alexandre-III                          | Xe đạp Tính giờ cá nhân (về đích)        | 1.500                            | Tạm thời   |
| Cầu Iéna                                   | Thể thao dưới nước (bơi marathon)        | 13.000 (3.000 ghế ngồi)          | Tạm thời   |
| Cầu Iéna                                   | Điền kinh (marathon, đi bộ)              | 13.000 (3.000 ghế ngồi)          | Tạm thời   |
| Cầu Iéna                                   | Xe đạp (đường trường, tính giờ cá nhân)  | 13.000 (3.000 ghế ngồi)          | Tạm thời   |
| Cầu Iéna                                   | Ba môn phối hợp                          | 13.000 (3.000 ghế ngồi)          | Tạm thời   |
| Sân vận động Tháp Eiffel (Champ-de-Mars)   | Bóng chuyền bãi biển                     | 12.000                           | Tạm thời   |
| Grand Palais Éphémère                      | Judo                                     | 9.000                            | Tạm thời   |
| Grand Palais Éphémère                      | Đấu vật                                  | 9.000                            | Tạm thời   |
| Điện Invalides                             | Bắn cung                                 | 8.000                            | Tạm thời   |
| Điện Invalides                             | Điền kinh (về đích marathon)             | 8.000                            | Tạm thời   |
| Điện Invalides                             | Xe đạp Tính giờ cá nhân (xuất phát)      | 8.000                            | Tạm thời   |

### Vùng Versailles (4 môn)

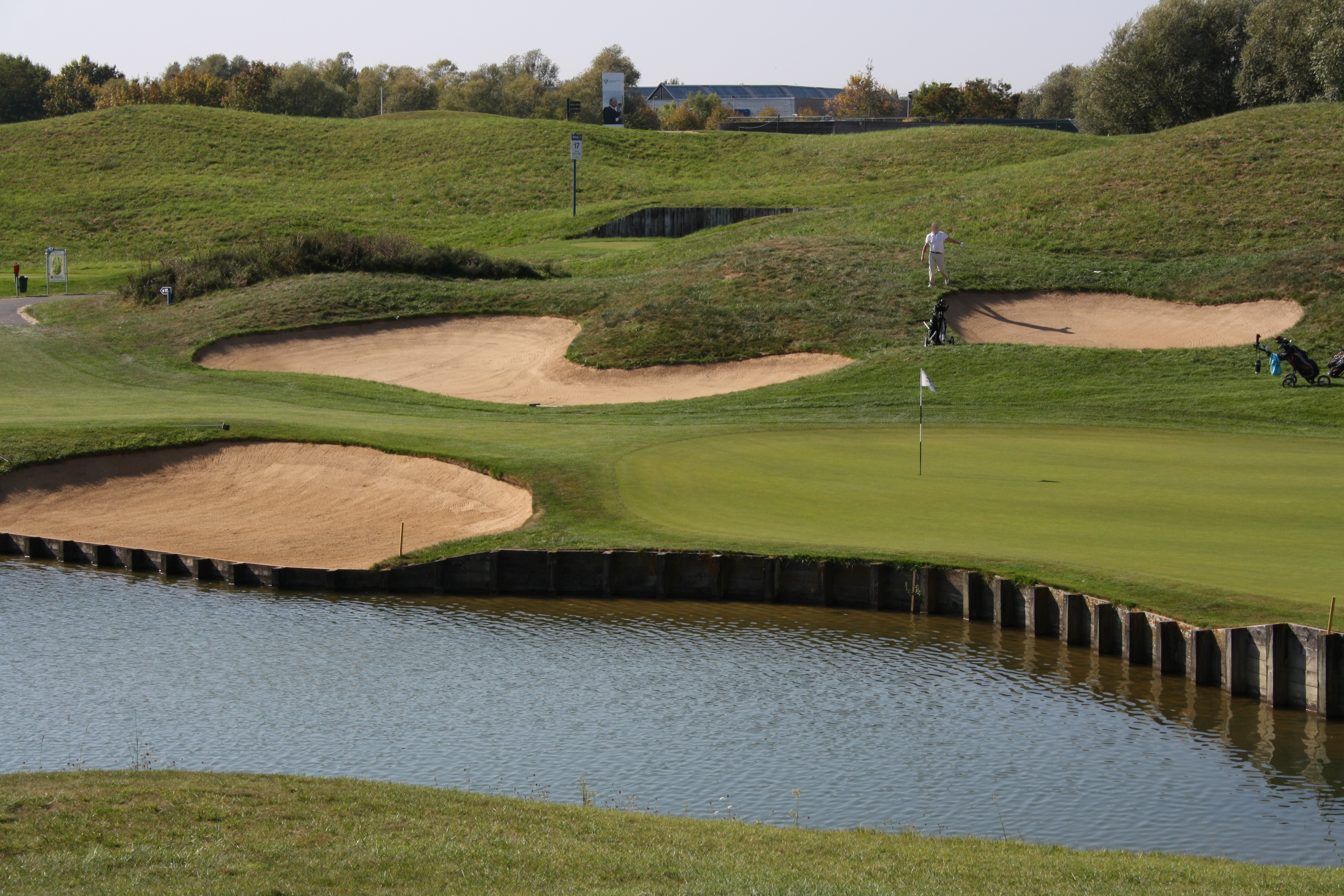
Le Golf National

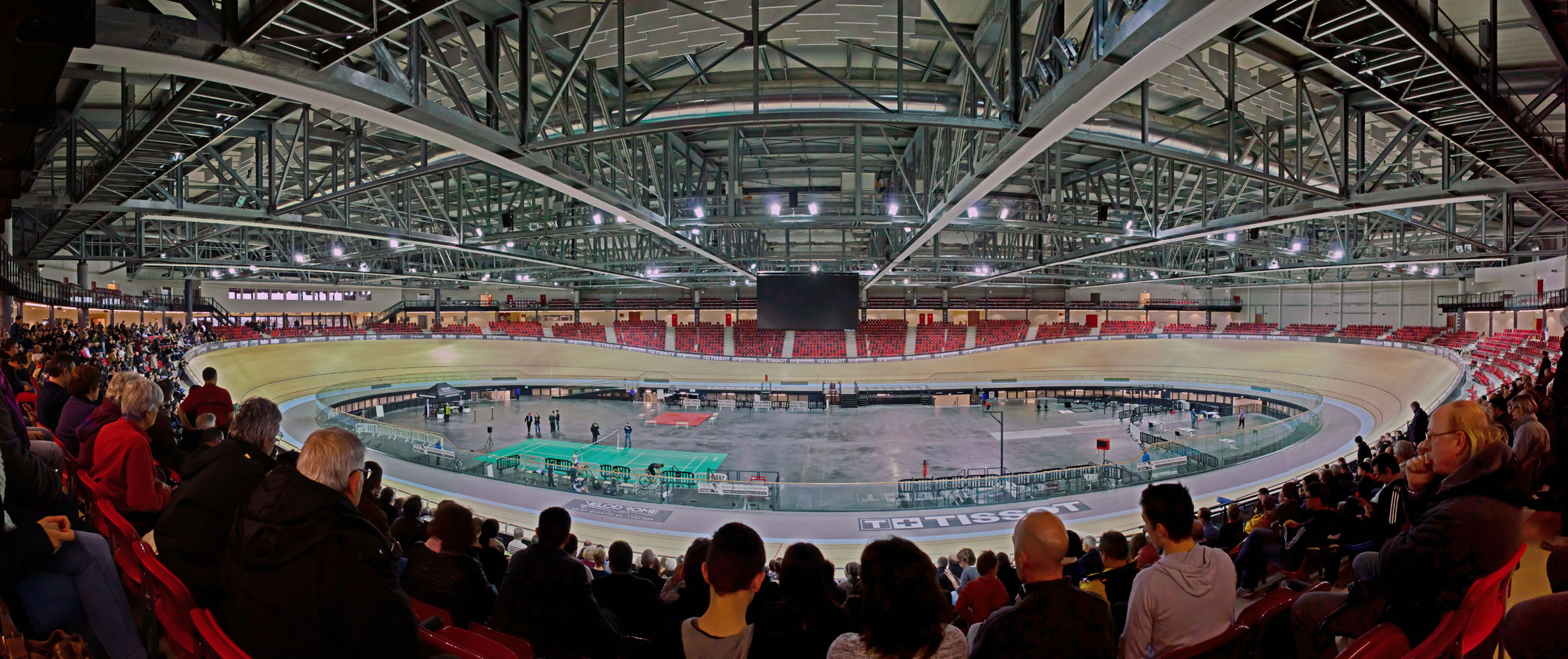
Vélodrome de Saint-Quentin-en-Yvelines

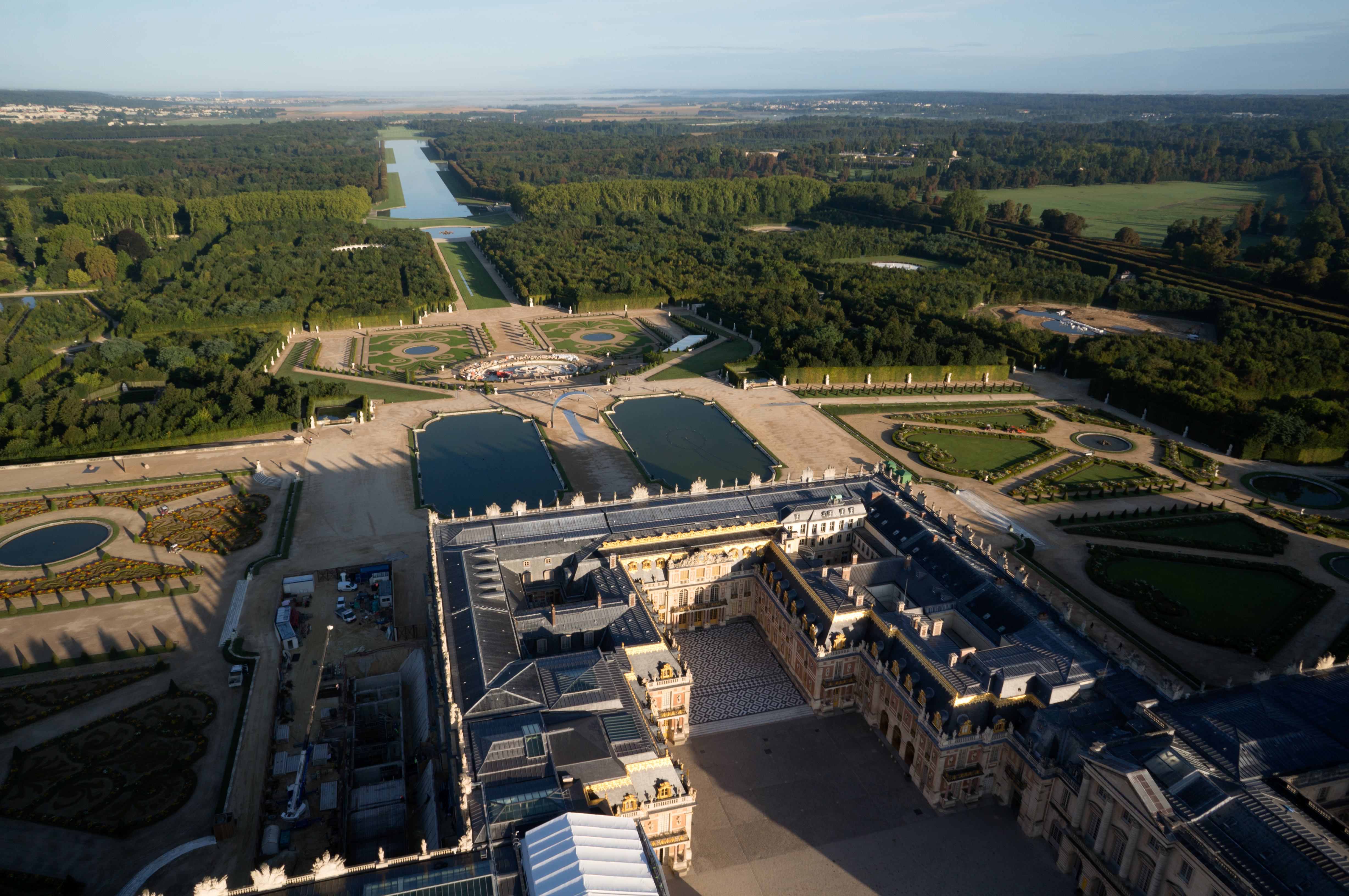
Cung điện Versailles

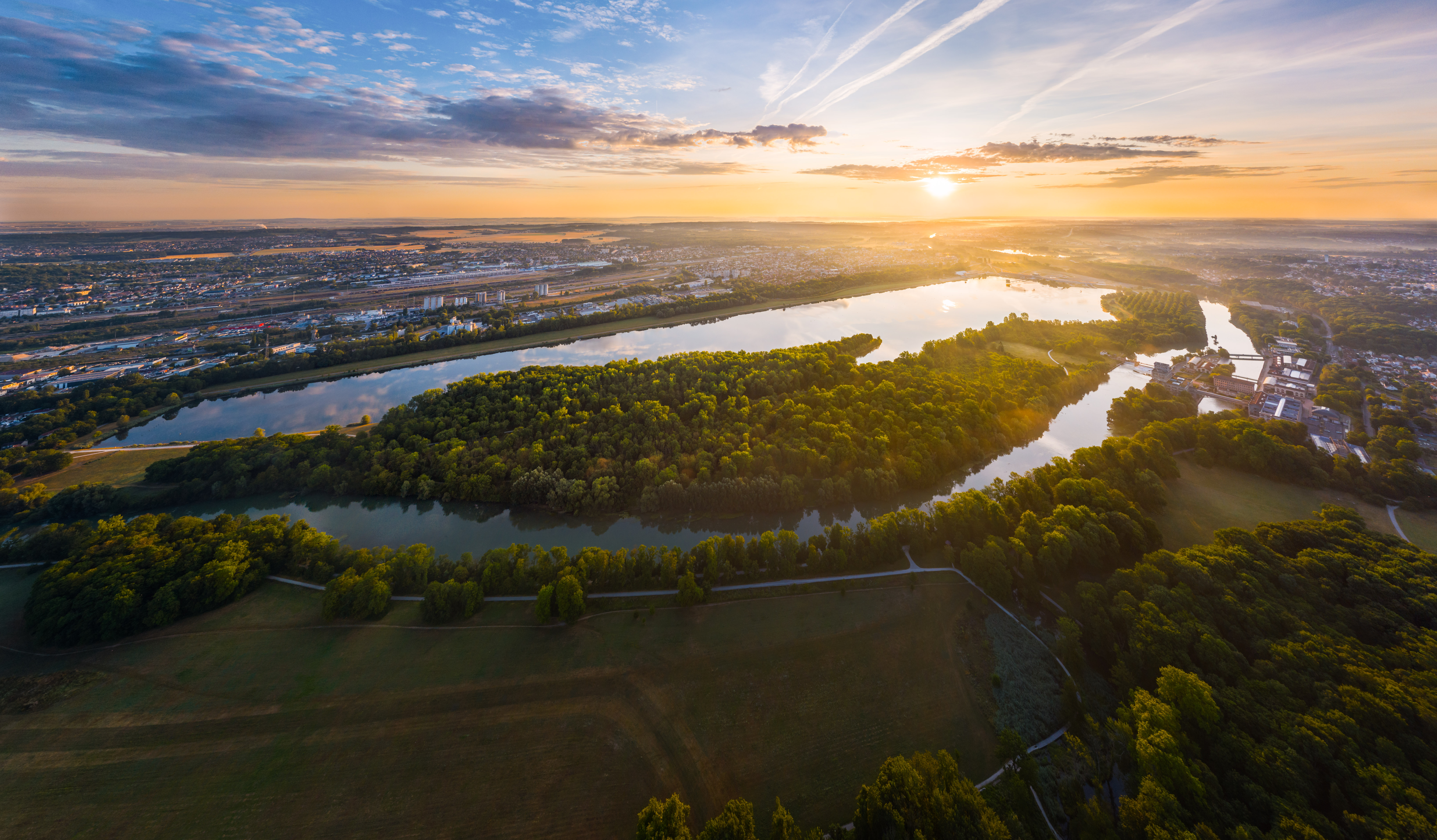
Trung tâm Hàng hải Vaires-Torcy

| Địa điểm                               | Nội dung                                               | Sức chứa                 | Tình trạng |
| -------------------------------------- | ------------------------------------------------------ | ------------------------ | ---------- |
| Cung điện Versailles                   | Cưỡi ngựa (biểu diễn, nhảy ngựa, toàn năng)            | 80.000 (22.000 + 58.000) | Tạm thời   |
| Cung điện Versailles                   | Năm môn phối hợp hiện đại (trừ vòng xếp hạng đấu kiếm) | 80.000 (22.000 + 58.000) | Tạm thời   |
| Le Golf National                       | Golf                                                   | 35.000                   | Hiện có    |
| Đồi Élancourt                          | Xe đạp (leo núi)                                       | 25.000                   | Hiện có    |
| Vélodrome de Saint-Quentin-en-Yvelines | Xe đạp (lòng chảo)                                     | 5.000                    | Hiện có    |
| Vélodrome de Saint-Quentin-en-Yvelines | Xe đạp (BMX racing)                                    | 5.000                    | Hiện có    |

### Ngoài trung tâm (7 môn)

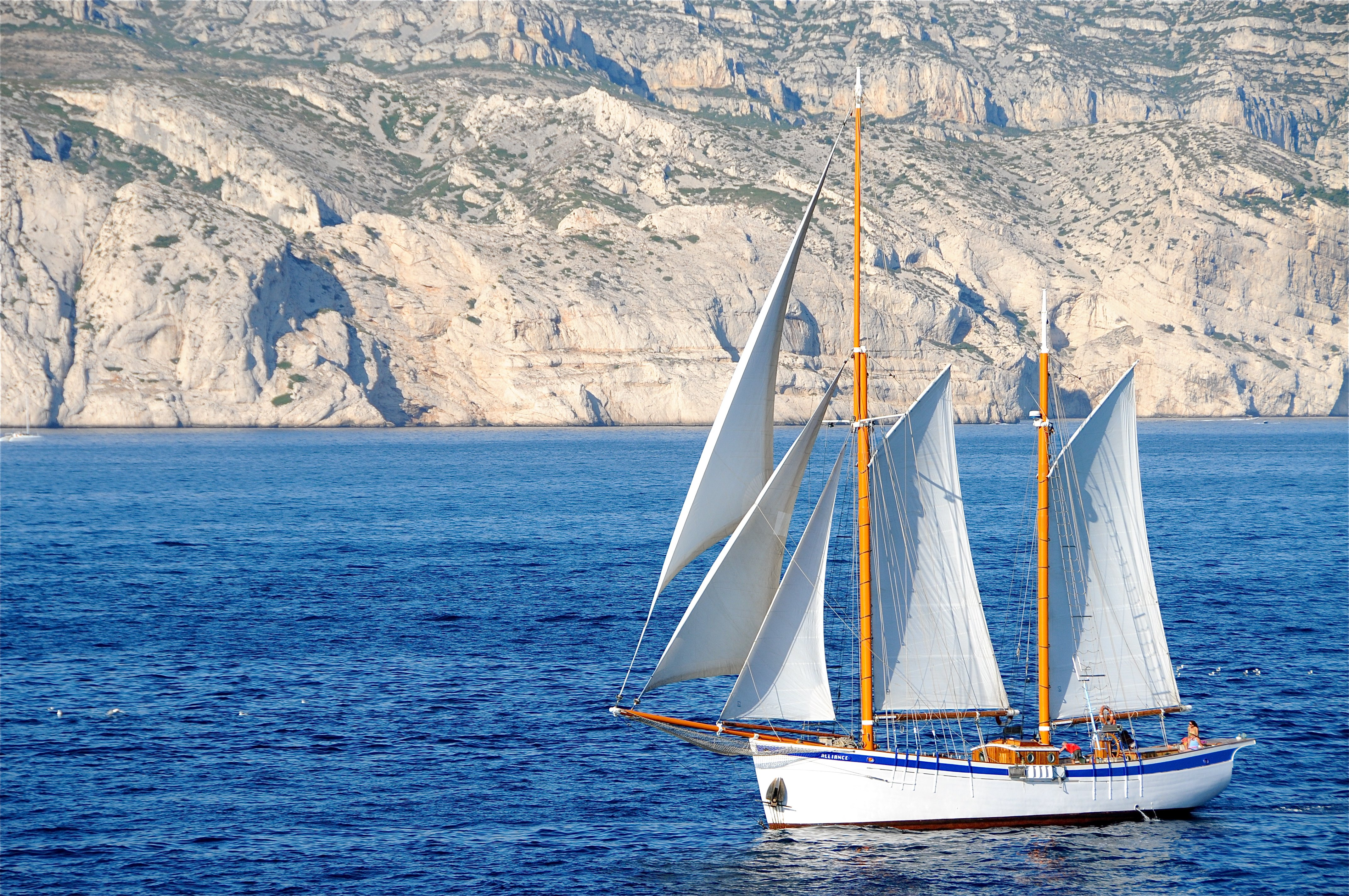
Marseille

| Địa điểm                                                                | Nội dung                                              | Sức chứa | Tình trạng |
| ----------------------------------------------------------------------- | ----------------------------------------------------- | -------- | ---------- |
| Sân vận động Pierre Mauroy (Lille)                                      | Bóng rổ (vòng sơ loại)                                | 26.000   | Hiện có    |
| Sân vận động Pierre Mauroy (Lille)                                      | Bóng ném (tứ kết, bán kết, chung kết)                 | 26.000   | Hiện có    |
| Sân vận động Hàng hải Olympic Quốc gia Île-de-France (Vaires-sur-Marne) | Chèo thuyền                                           | 22.000   | Hiện có    |
| Sân vận động Hàng hải Olympic Quốc gia Île-de-France (Vaires-sur-Marne) | Canoe-Kayak (nước rút)                                | 22.000   | Hiện có    |
| Sân vận động Hàng hải Olympic Quốc gia Île-de-France (Vaires-sur-Marne) | Canoe-Kayak (slalom)                                  | 22.000   | Hiện có    |
| Stade Vélodrome (Marseille)                                             | Bóng đá (6 trận sơ loại, tứ kết nữ, bán kết nam)      | 67.394   | Hiện có    |
| Parc Olympique Lyonnais (Lyon)                                          | Bóng đá (6 trận sơ loại, tứ kết nam, bán kết nữ)      | 59.186   | Hiện có    |
| Stade Matmut Atlantique (Bordeaux)                                      | Bóng đá (6 trận sơ loại, tứ kết nữ, tranh hạng 3 nam) | 42.115   | Hiện có    |
| Stade Geoffroy-Guichard (Saint-Étienne)                                 | Bóng đá (6 trận sơ loại, tứ kết nam, tranh hạng 3 nữ) | 41.965   | Hiện có    |
| Allianz Riviera (Nice)                                                  | Bóng đá (6 trận sơ loại, tứ kết)                      | 35.624   | Hiện có    |
| Stade de la Beaujoire (Nantes)                                          | Bóng đá (6 trận sơ loại, tứ kết)                      | 35.322   | Hiện có    |
| Port de la Pointe Rouge (Marseille)                                     | Thuyền buồm                                           | 5.000    | Hiện có    |
| Débarcadère Teahupoo (Teahupo'o, Polynésie thuộc Pháp)                  | Lướt sóng                                             | 5.000    | Hiện có    |
| Trung tâm Bắn súng Quốc gia (Châteauroux)                               | Bắn súng                                              | 3.000    | Hiện có    |

### Không thi đấu

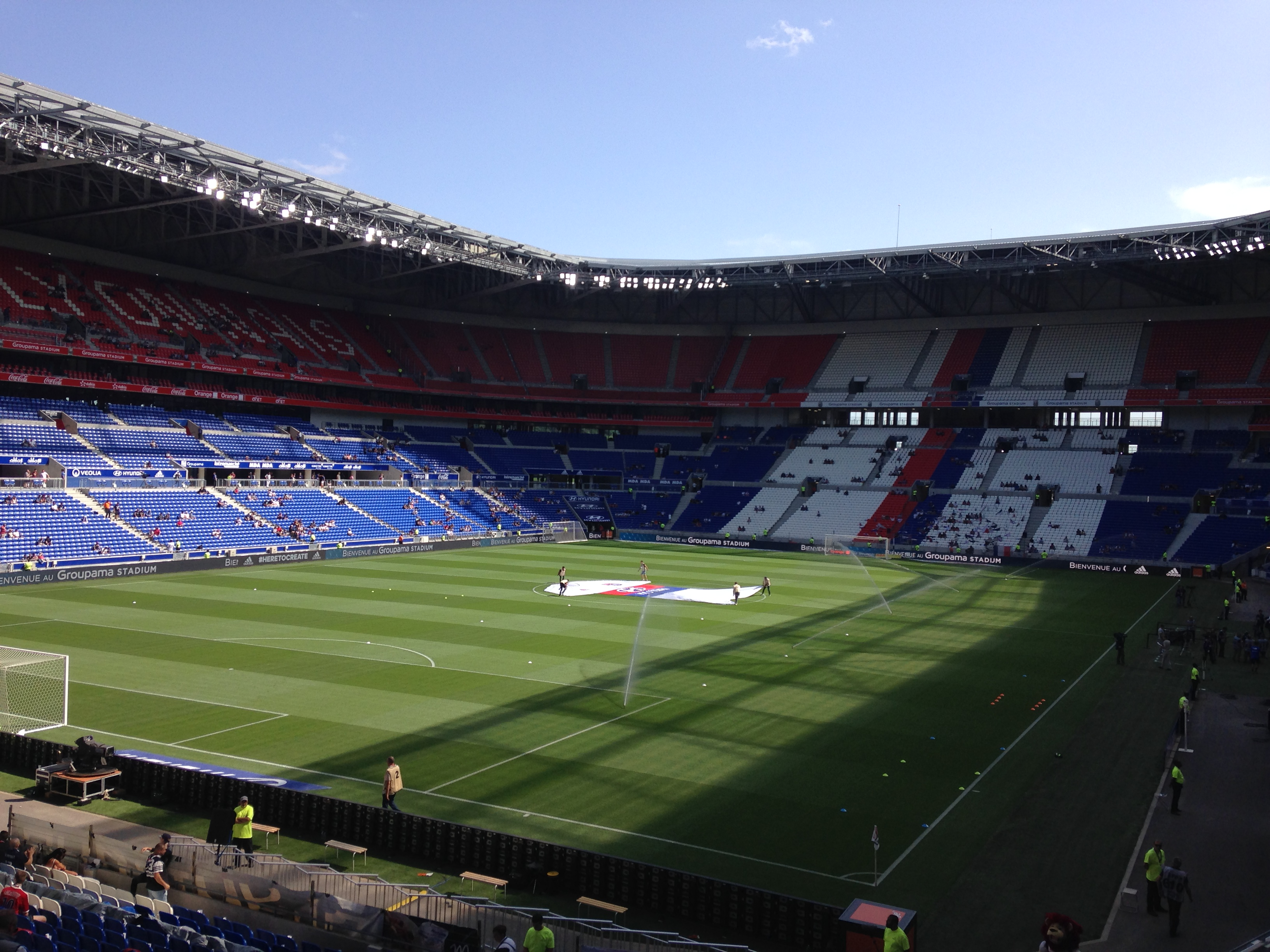
Parc Olympique Lyonnais

| Địa điểm          | Nội dung                    | Sức chứa        | Tình trạng |
| ----------------- | --------------------------- | --------------- | ---------- |
| Vườn Trocadéro    | Lễ khai mạc                 | 30,000 / 13,000 | Tạm thời   |
| Vườn Trocadéro    | Công viên Champions         | 30,000 / 13,000 | Tạm thời   |
| Sông Seine        | Lễ khai mạc                 | 570,000         | Tạm thời   |
| L'Île-Saint-Denis | Làng Olympic                | 17.000          | Bổ sung    |
| Le Bourget        | Làng Truyền thông           | –               | Tạm thời   |
| Le Bourget        | Trung tâm Phát sóng Quốc tế | –               | Tạm thời   |
| Le Bourget        | Trung tâm Báo chí Chính     | –               | Tạm thời   |

## Tiếp thị

### Biểu trưng

Olympic Phryge (trái), linh vật chính thức của Thế vận hội Mùa hè 2024, và Paralympic Phryge (phải), linh vật chính thức của Thế vận hội Người khuyết tật Mùa hè 2024

Biểu trưng của Thế vận hội và Thế vận hội Người khuyết tật Mùa hè 2024 được giới thiệu vào ngày 21 tháng 10 năm 2019 tại Grand Rex. Lấy cảm hứng từ phong cách Art Deco, biểu trưng sử dụng hình ảnh của Marianne, được coi là hiện thân quốc gia của nước Pháp, trong đó mái tóc của bà tạo nên hình dáng của một ngọn lửa. Biểu trưng còn mang hình dáng giống như một tấm huy chương vàng. Tony Estanguet giải thích rằng biểu trưng này là biểu tượng của "sức mạnh và sự kỳ diệu của Thế vận hội", và cũng là để truyền tải thông điệp về một Thế vận hội "dành cho mọi người". Việc sử dụng hình tượng phụ nữ cũng là để tri ân tới kỳ Thế vận hội Mùa hè 1900 tại Paris, kỳ Thế vận hội đầu tiên cho phép phụ nữ tham dự. Biểu trưng được thiết kế bởi nhà thiết kế người Pháp Sylvain Boyer cùng với công ty thiết kế Pháp Ecobranding & Royalties.
Biểu trưng của Paris 2024 được nhiều tạp chí thiết kế coi là màn ra mắt logo mới lớn nhất năm 2019. Một cuộc khảo sát của Opinion Way cho thấy 83% người Pháp thích thú với thiết kế biểu trưng mới của Thế vận hội Paris 2024. Tỷ lệ người tham gia khảo sát ủng hộ đạt mức cao, trong đó có 82% cảm thấy biểu trưng này hấp dẫn về mặt thẩm mỹ và 78% nhận xét nó có tính sáng tạo. Một số người dùng trên mạng xã hội đã đăng bài chế giễu thiết kế trên, trong đó có ý kiến cho rằng logo này "sẽ hợp hơn với một trang web hẹn hò hay một salon tóc".
Lần đầu tiên kể từ năm 1960, Thế vận hội Người khuyết tật Mùa hè 2024 cũng sẽ có chung biểu trưng với kỳ Thế vận hội tương ứng mà không có sự khác biệt nào, nhằm phản ánh "tham vọng" chung của cả hai sự kiện.

### Tài trợ
| Các nhà tài trợ Thế vận hội Mùa hè 2024 |
| --- |
| Đối tác Olympic Toàn cầu - Airbnb - Alibaba Group - Allianz - Atos - Bridgestone - The Coca-Cola Company-Mengniu Dairy - Deloitte - Intel - Omega SA - Panasonic - Procter & Gamble - Samsung Electronics - Toyota - Visa Inc. |
| Đối tác Cao cấp - Carrefour - Électricité de France - Groupe BPCE - Orange - Sanofi |
| Đối tác Chính thức - Accor - Air France - Cisco Systems - Danone - Decathlon - Française des Jeux - Le Coq Sportif - PricewaterhouseCoopers                                                                                    |
| Đơn vị hỗ trợ Chính thức - DXC Technology - Egis Group - Enedis - Microsoft - OnePlan - Optic 2000 - Randstad - Salesforce - Sodexo                                                                                            |

## Tranh cãi

### Bóc lột quyền lợi của người lao động
Một báo cáo của Liberation tiết lộ rằng những người lao động làm việc cho Thế vận hội được trả khoảng 80 euro (86,7 USD) mỗi ngày mà không có bất kỳ tuyên bố chính thức. Một số công nhân bày tỏ phẫn nộ và không hài lòng vì họ không bao giờ nhận được mức lương đảm bảo trong hợp đồng. Ngoài ra, một số công nhân cho biết họ không có đồ bảo hộ an toàn lao động khi làm những công việc nguy hiểm.

### Sự tham gia của các vận động viên Nga và Belarus
Sự tham gia của các vận động viên Nga và Belarus vẫn còn gây tranh cãi trong bối cảnh Nga xâm lược Ukraina 2022.
Vào tháng 2 năm 2022, Ủy ban Olympic Quốc tế đã yêu cầu các liên đoàn thể thao cấm các vận động viên và quan chức Nga và Belarus tham gia các giải đấu quốc tế. Vào tháng 1 năm 2023, Ủy ban Olympic Quốc tế công bố kế hoạch giới thiệu các vận động viên Nga và Belarus là những người trung lập. Đáp lại, Bộ trưởng Thể thao và Du lịch Ba Lan tuyên bố rằng có tới 40 quốc gia sẽ cân nhắc tẩy chay Thế vận hội 2024 nếu không loại trừ người Nga và người Belarus. Vào ngày 3 tháng 2 năm 2023, Ủy ban Olympic và Paralympic Quốc gia của năm quốc gia Bắc Âu (Đan Mạch, Phần Lan, Iceland, Na Uy và Thụy Điển) đã đưa ra một tuyên bố chung phản đối sự tham gia của các vận động viên Nga và Belarus tại Thế vận hội Mùa hè 2024 ở Paris. Các quốc gia đã đe dọa tẩy chay bao gồm Đan Mạch, Estonia, Latvia, Litva, Ba Lan, Ukraina. Trong số các quốc gia khác có suy đoán về tẩy chay bao gồm Vương quốc Anh Quốc, Canada, Nhật Bản, New Zealand và Hàn Quốc.

## Bê bối

### Chất lượng nướcsông Seine
Tuy chính phủ Pháp chi ra số tiền lớn để làm sạch sông, nhưng nhìn bên ngoài chất lượng nước rất tệ. Rất nhiều vận động viên khi bơi đã nói "đã nhìn thấy những thứ khó chịu". Sau khi hoàn thành 3 môn phối hợp, rất nhiều vận động viên nôn mửa, thậm chí nhập viện do nhiễm khuẩn E-coli.